# 햘마르 프리셀
에리크 햘마르 프리셀(Erik Hjalmar Frisell: 1880년 8월 27일 - 1967년 5월 27일)은 스웨덴의 사격경기 선수이다. 1912년 하계 올림픽에 출전했다.